# Évangéliaire de Gannat
L’évangéliaire de Gannat est un manuscrit enluminé du dernier quart du IXe siècle qui faisait partie de trésor de l'église Sainte-Croix, à Gannat (Allier). Il est exposé aujourd'hui au musée Yves-Machelon, au château de Gannat.

## Description
Le manuscrit comporte 140 folios (280 pages) sur parchemin ; il mesure 29,9 cm de haut sur 22,3 cm de large. L'écriture en est la minuscule caroline.
Il contient le texte latin des quatre évangiles canoniques. Le texte des évangiles comporte un certain nombre de lacunes, surtout l'évangile de Luc qui ne commence qu'au chapitre XVII, 12. Il est précédé de préfaces d'Eusèbe de Césarée et de saint Jérôme. À la suite, se trouve un calendrier liturgique. Le manuscrit comprend aussi une distribution des rôles pour permettre la lecture à plusieurs voix de la Passion et un exemple de notation musicale.
Chaque évangile (sauf celui de Luc qui a perdu ces éléments) est précédé d'un portrait de l'évangéliste ; le folio suivant porte une grande lettrine à l'initiale du texte.
La reliure, qui n'est pas d'origine, est particulièrement remarquable. Les plats sont constitués de deux planchettes de bois recouvertes de plaques d’argent dorées. Le plat supérieur est incrusté de six émaux cloisonnés (deux ont disparu), de deux plaques de cuivre ciselé à motifs d'arabesques, de six gemmes – dont une améthyste représentant une Victoire ailée – et d’un camée romain placé au centre. Le plat inférieur est recouvert d'une plaque en ivoire, sertie dans un cadre de cuivre, sur laquelle sont représentées les scènes de la Passion et de la résurrection de Jésus-Christ.

## Histoire
L'évangéliaire de Gannat fait partie de la série des évangéliaires lotharingiens émanant de l'école de Metz. On a fait l'hypothèse qu'il pouvait venir d'Ébreuil, dont l'importance à l'époque carolingienne est attestée par la présence de l'un des palais de Louis le Pieux et où il a pu être conservé à l'abbaye Saint-Léger avant d'être transporté à Gannat à une date sûrement ancienne ; mais cela reste une hypothèse.
Il avait un usage liturgique. Avant la Révolution, lors des grandes fêtes, on le transportait en grande pompe sur le haut de l'ancien jubé et on l'utilisait pour la lecture de l'évangile. Au XIXe siècle, il servait encore pour le rite du baiser de paix et, jusqu'au XXe siècle, les enfants renouvelaient sur cet évangéliaire les promesses du baptême.

## Conservation
Malgré quelques taches et la disparition de deux émaux, le manuscrit est dans un bon état de conservation. Depuis les années 1970, pour plus de sécurité, il est conservé au musée municipal de Gannat. Il a été numérisé ; dans la salle où il est exposé à l'intérieur d'une vitrine en verre, une borne à écran tactile permet de le feuilleter virtuellement ; il peut également être visualisé en ligne.
La reliure du manuscrit a été classée monument historique au titre des objets le 18 janvier 1897.